# Veuilly-la-Poterie

Veuilly-la-Poterie este o comună în departamentul Ain, Franța. În 1 ianuarie 2022 avea o populație de 155 de locuitori.